# Несторович, Никола
Никола Несторович (серб. Никола Несторовић; 15 апреля 1868, Пожаревац — 18 февраля 1957, Белград) — сербский архитектор и профессор технического факультета.
После окончания начальной школы он переехал в Белград, где поступил в Технический колледж Великой школы. Он получил высшее образование в 1890 году и работал субподрядчиком в Министерстве строительства.

## Значимые работы
- Национальный музей Сербии с Андрой Стевановичем[1]
- Дом Н. Несторовича — Kneza Milosa 40[2]
- Дом В. Марковича — Теразие 38, с Андрой Стеванович
- Белградский кооператив — Караджорджева 48 с Андрой Стеванович
- Дом купца Стаменковича, угол Краля Петра и Узун-Миркова с Андрой Стевановичем
- Отель Бристоль, Белград, угол Караджорджева и Герцеговачка

## Галерея

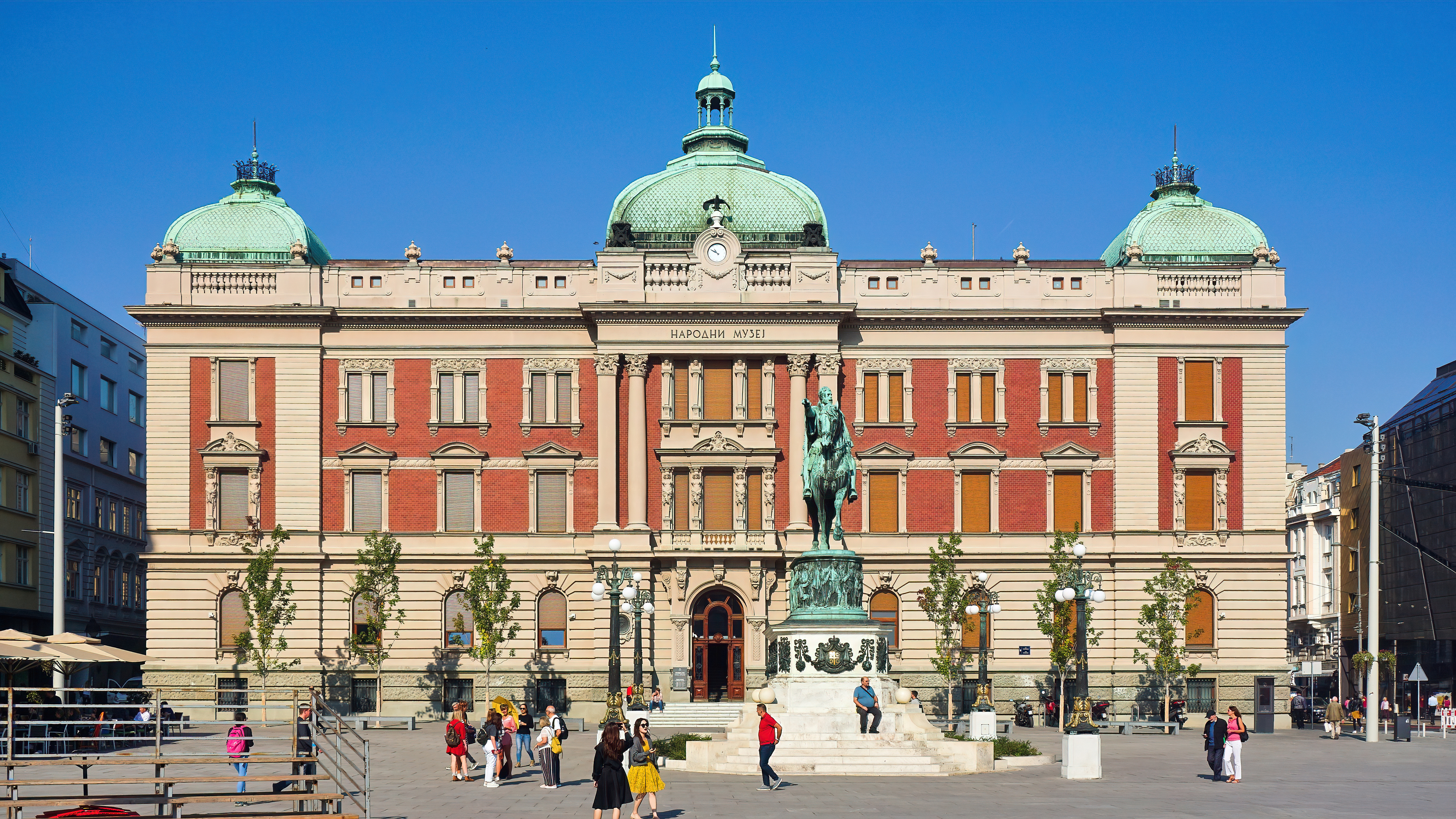
Национальный музей
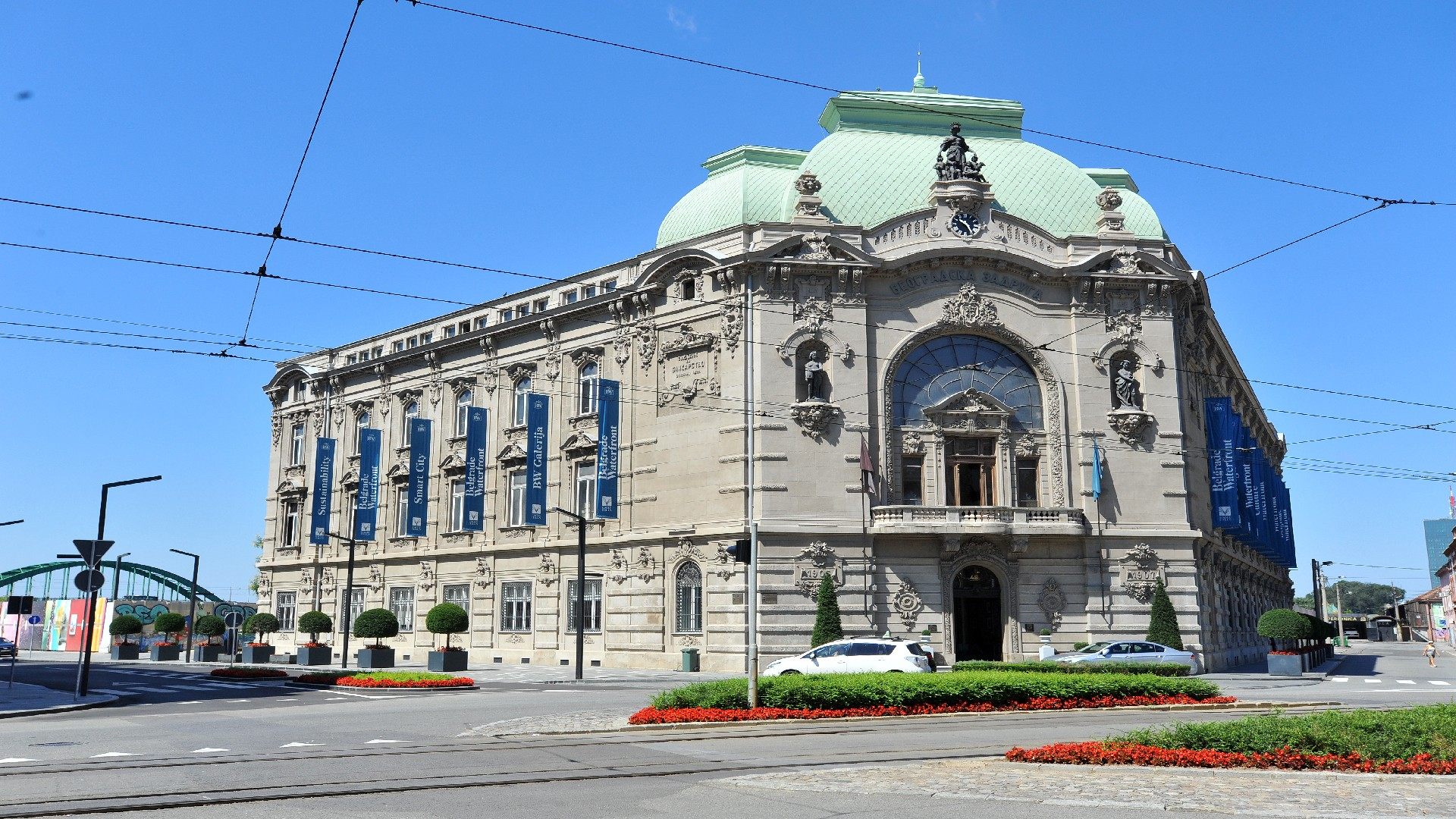
Белградский кооператив
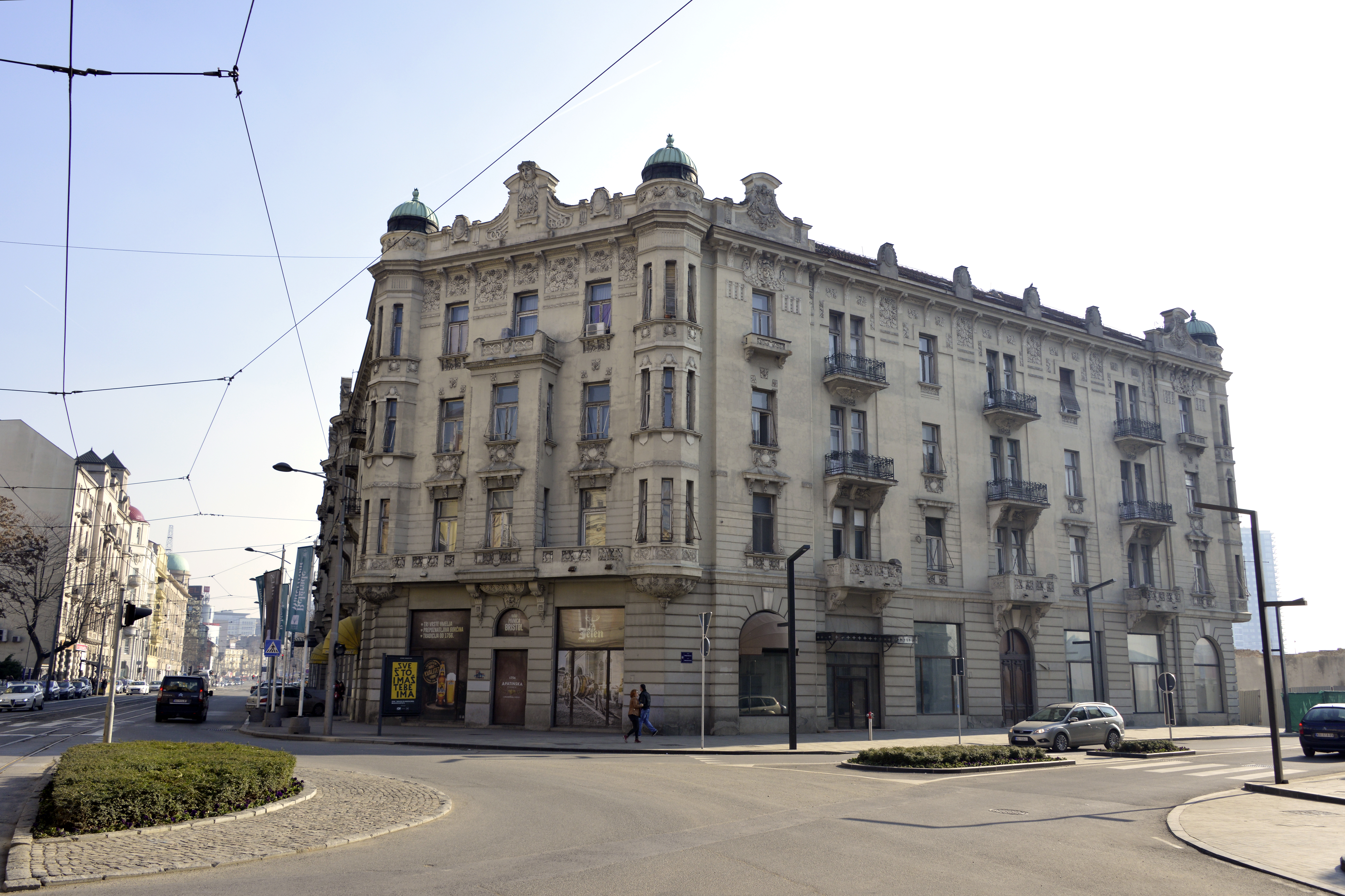
Отель Бристоль
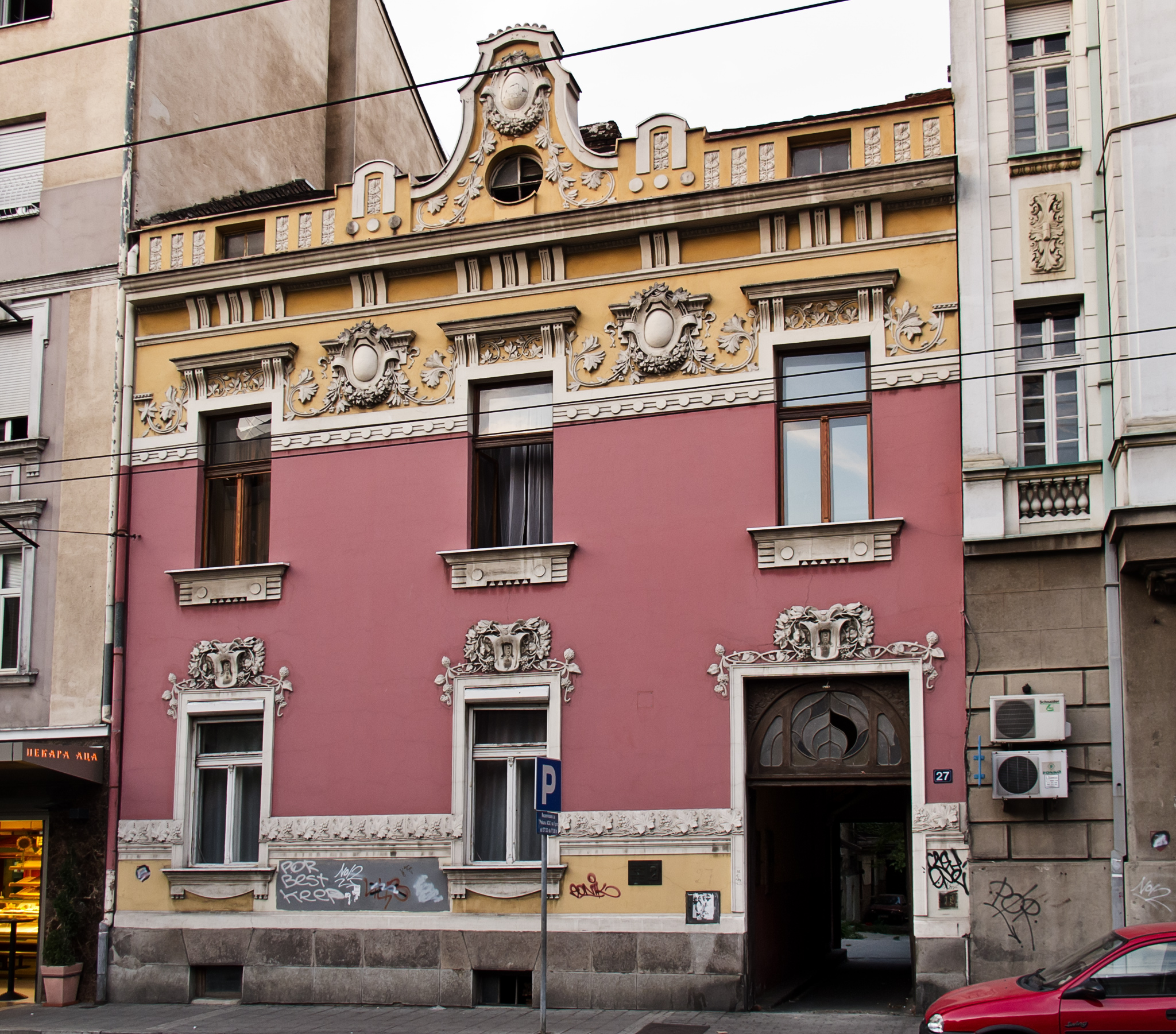
Дом Уроша Предича, 1910 г.
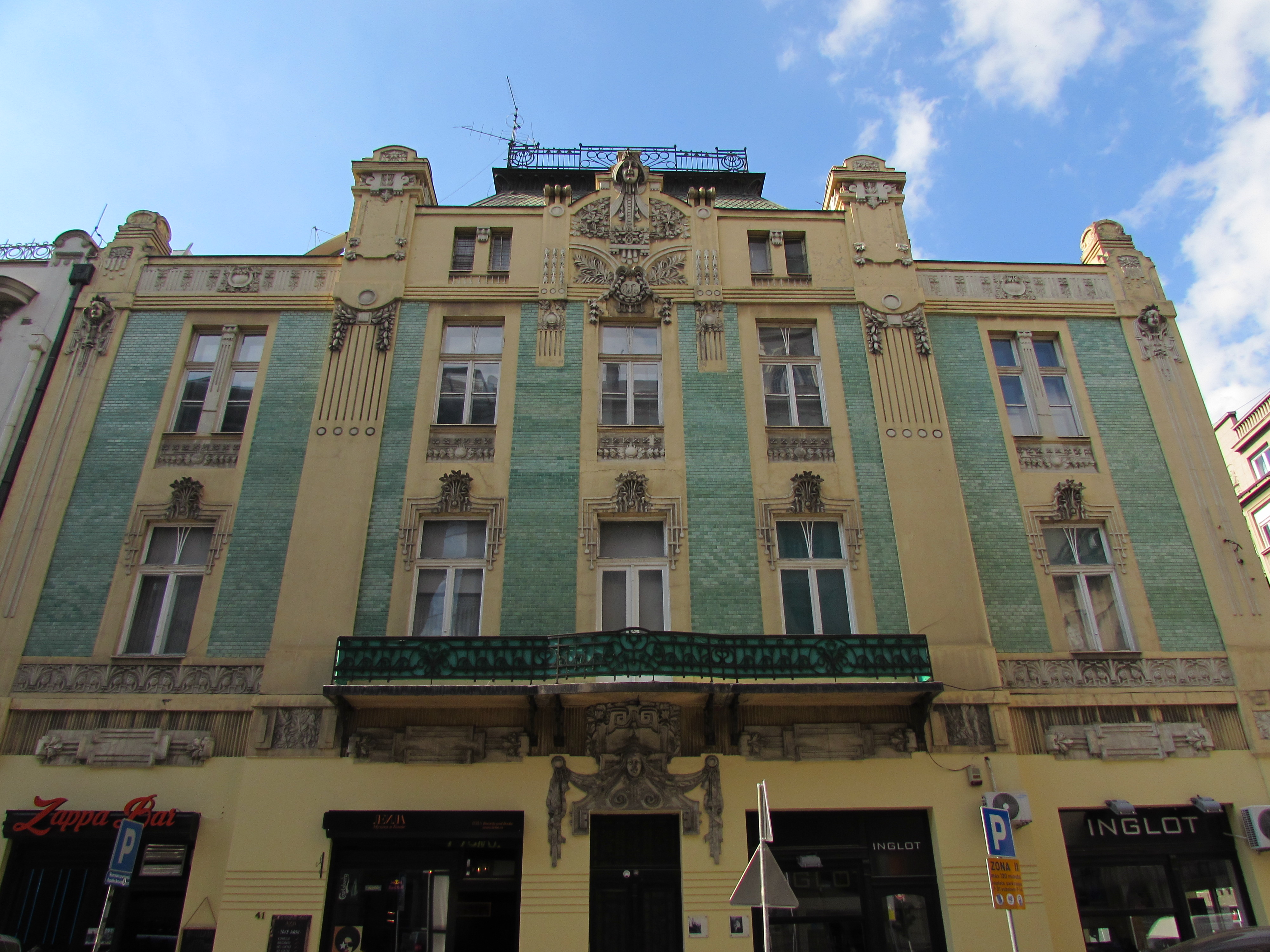
Дом купца Стаменковича
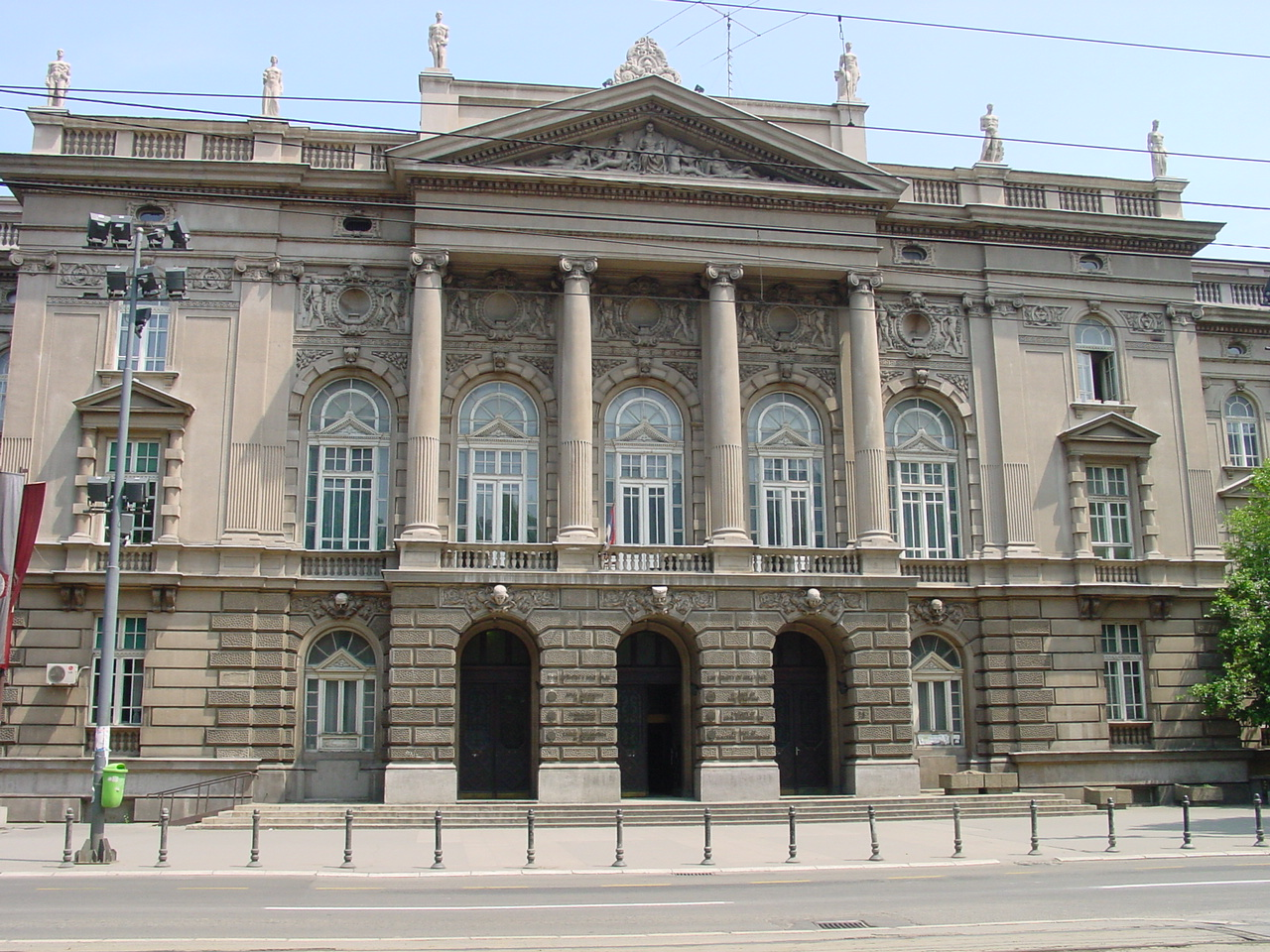
Здание технического факультета